# Eremochares luteus
Eremochares luteus är en biart som först beskrevs av Taschenberg 1869.  Eremochares luteus ingår i släktet Eremochares och familjen grävsteklar. Inga underarter finns listade i Catalogue of Life.